# 区分行列
区分行列（くぶんぎょうれつ）もしくはブロック行列 (block matrix) とは、いくつかの長方形のブロックに「区分け」された行列である。

## 区分け
例えば、4つの行列
{\displaystyle A={\begin{bmatrix}2&-1&5\\-1&4&1\\8&1&-2\end{bmatrix}},\quad B={\begin{bmatrix}-3&6\\1&3\\4&1\end{bmatrix}},\quad C={\begin{bmatrix}-4&2&6\end{bmatrix}},\quad D={\begin{bmatrix}9&1\end{bmatrix}}}
を並べてできる 4 × 5 行列
{\displaystyle {\begin{bmatrix}A&B\\C&D\end{bmatrix}}={\begin{bmatrix}2&-1&5&&-3&6\\-1&4&1&&1&3\\8&1&-2&&4&1\\&&&&&\\-4&2&6&&9&1\end{bmatrix}}}
を、A, B, C, D をブロックとする区分行列と呼ぶ。ブロックは小行列とも呼ばれる。行列をブロックに分けることを区分けという。
一般の区分けでは、行や列をそれぞれいくつに分割してもよい。Aij たちをブロックとする区分行列
{\displaystyle {\begin{bmatrix}A_{11}&A_{12}&\cdots &A_{1q}\\A_{21}&A_{22}&\cdots &A_{2q}\\\vdots &\vdots &\ddots &\vdots \\A_{p1}&A_{p2}&\cdots &A_{pq}\end{bmatrix}}}
が区分けの一般的な形である。ただし、同じ行にあるブロックの行数は等しくなければならず、同じ列にあるブロックの列数は等しくなければならない。Ai j が mi × nj 行列である場合、この形の区分けを (m1, …, mq; n1, …, nr) 型と呼ぶ。

## 区分行列の積
ふたつの区分行列
{\displaystyle A={\begin{bmatrix}A_{11}&A_{12}&\cdots &A_{1q}\\A_{21}&A_{22}&\cdots &A_{2q}\\\vdots &\vdots &\ddots &\vdots \\A_{p1}&A_{p2}&\cdots &A_{pq}\end{bmatrix}},\quad B={\begin{bmatrix}B_{11}&B_{12}&\cdots &B_{1r}\\B_{21}&B_{22}&\cdots &B_{2r}\\\vdots &\vdots &\ddots &\vdots \\B_{q1}&B_{q2}&\cdots &B_{qr}\end{bmatrix}}}
の区分けがそれぞれ (l1, …, lp; m1, …, mq) 型、(m1, …, mq; n1, …, nr) 型であるとき、その積 AB の (l1, …, lp; n1, …, nr) 型の区分け
{\displaystyle AB={\begin{bmatrix}C_{11}&C_{12}&\cdots &C_{1r}\\C_{21}&C_{22}&\cdots &C_{2r}\\\vdots &\vdots &\ddots &\vdots \\C_{p1}&C_{p2}&\cdots &C_{pr}\end{bmatrix}}}
の各ブロックは
{\displaystyle C_{ij}=\sum _{k=1}^{q}A_{ik}B_{kj}}
で与えられる。すなわち、区分行列の積は（適切に区分けされていれば）各ブロックをあたかも行列の成分のように見なして計算できる。

## 対称区分け
正方行列 P の区分け
{\displaystyle P={\begin{bmatrix}A_{11}&A_{12}&\dots &A_{1r}\\A_{21}&A_{22}&\dots &A_{2r}\\\vdots &\vdots &\ddots &\vdots \\A_{r1}&A_{r2}&\dots &A_{rr}\end{bmatrix}}}
において、主対角線上のブロック A1 1, A2 2, … Ar r がすべて正方行列であるとき、これを対称区分けという。特に、主対角線より下のブロックが全て零行列である場合、その行列式について
{\displaystyle |P|=\prod _{k=1}^{r}|A_{kk}|}
が成り立つ。よって、そのような P が正則であるための必要十分条件は、主対角線上のブロックが全て正則であることである。

## 2×2 の区分行列の逆行列
本節では、A は正則行列、D は正方行列とし、区分行列
{\displaystyle P={\begin{bmatrix}A&B\\C&D\end{bmatrix}}}
の逆行列を与える。
まず、行列式について、
{\displaystyle |P|=|A||D-CA^{-1}B|\,}
が成り立つ。よって、P が正則であるための必要十分条件は、D − CA−1B も正則であることであり、このとき逆行列は
{\displaystyle {\begin{bmatrix}A&B\\C&D\end{bmatrix}}^{-1}={\begin{bmatrix}A^{-1}+A^{-1}B(D-CA^{-1}B)^{-1}CA^{-1}&-A^{-1}B(D-CA^{-1}B)^{-1}\\-(D-CA^{-1}B)^{-1}CA^{-1}&(D-CA^{-1}B)^{-1}\end{bmatrix}}}
で与えられる。D も正則な場合は
{\displaystyle {\begin{bmatrix}A&B\\C&D\end{bmatrix}}^{-1}={\begin{bmatrix}(A-BD^{-1}C)^{-1}&-A^{-1}B(D-CA^{-1}B)^{-1}\\-(D-CA^{-1}B)^{-1}CA^{-1}&(D-CA^{-1}B)^{-1}\end{bmatrix}}}
と表される。さらに C が零行列 O に等しい場合は
{\displaystyle {\begin{bmatrix}A&B\\O&D\end{bmatrix}}^{-1}={\begin{bmatrix}A^{-1}&-A^{-1}BD^{-1}\\O&D^{-1}\end{bmatrix}}}
となる。